# Stańcowane pantofelki
Stańcowane pantofelki (Die zertanzten Schuhe) – baśń opublikowana przez braci Grimm w 1815 roku w ich zbiorze Baśni (tom 2, nr 133).

## Treść
Pewien król, wdowiec, miał dwanaście pięknych córek. Spały razem w jednej komnacie, którą król zawsze na noc zamykał. Jednak gdy ją co rano otwierał, widział, że buty jego córek były przetarte, jakby całą noc tańczyły. Nie mogąc odgadnąć tajemnicy ogłosił, że ten śmiałek, który odkryje sekret stańcowanych pantofelków, będzie mógł wybrać jedną z księżniczek za żonę, a po jego śmierci zostanie królem. Jeśli jednak ktoś podejmie się zadania, a po trzech nocach nie poda rozwiązania zagadki, ten straci życie. Wielu śmiałków próbowało, ale żadnemu się nie udało odkryć tajemnicy królewskich córek. Wszyscy zostali straceni. 
Wyzwanie postanowił podjąć pewien ubogi były żołnierz. W drodze do zamku napotkał staruszkę i opowiedział jej o swoich planach. Staruszka podarowała mu magiczną kapotę, która po założeniu czyniła niewidzialnym. Staruszka poradziła mu także, by nie pił wina, które księżniczki mu podadzą przed snem.
Kiedy żołnierz stanął przed królem, przyjęto go dobrze, jak jego poprzedników. Podano mu królewskie odzienie i zakwaterowano w komnacie obok komnaty księżniczek. Kiedy nastał wieczór, żołnierz, zgodnie z radą staruszki, nie spróbował nawet wina podanego przez księżniczki, lecz tylko udawał, że pije, a potem udawał, że mocno śpi. Księżniczki upewniwszy się, ze ich strażnik jest pogrążony we śnie, zaczęły czesać się, stroić i ubierać w najlepsze suknie. 
Gdy były gotowe, jedna z nich zapukała w swoje łóżko, które natychmiast zapadło się pod ziemię. Księżniczki, jedna za drugą, weszły w powstały otwór, a żołnierz, odziany w magiczną kapotę podążył za nim. Szli piękną aleją wysadzaną drzewami o srebrnych liściach. Żołnierz zerwał jedną gałąź. Dotarli do jeziora, gdzie w dwunastu łodziach stało dwunastu pięknych książąt. Każda księżniczka wsiadła do jednej z łodzi. Niewidzialny żołnierz wślizgnął się do łodzi najmłodszej z nich. Dopłynęli na drugi brzeg, gdzie stał jasno oświetlony zamek, wokół którego rozbrzmiewała muzyka. Księżniczki udały się tam wraz ze swoimi książętami i tańczyły z nimi do trzeciej rano. 
Trzy dni później żołnierz opowiedział królowi tajemnicę księżniczek. Pokazał jako dowód gałąź ze srebrnymi liści oraz złoty kubek, który ukradł z zamku. Król zawołał księżniczki, które widząc, że ich sekret został wykryty, potwierdziły słowa żołnierza. Król w nagrodę pozwolił żołnierzowi wybrać żonę spośród księżniczek. Żołnierz wybrał najstarszą, którą jeszcze tego samego dnia poślubił.

## Ekranizacje
- Baśnie braci Grimm (Roztańczone buty – odcinek 22, seria 1) – japoński serial animowany (1987-1988)
- Baśnie Braci Grimm: Simsala Grimm (odcinek 37, seria 3) – niemiecki serial animowany z lat 1999-2000
- Barbie i 12 tańczących księżniczek – amerykański film animowany z 2006 roku
- Stańcowane pantofelki – niemiecki film familijny z 2011 rok